# Semiothisa tracta
Semiothisa tracta là một loài bướm đêm trong họ Geometridae.